# Scrittura dell'Indo

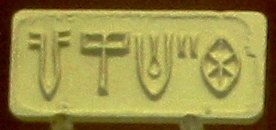
Sigillo che mostra la semplice impressione di cinque caratteri (British Museum, Londra).

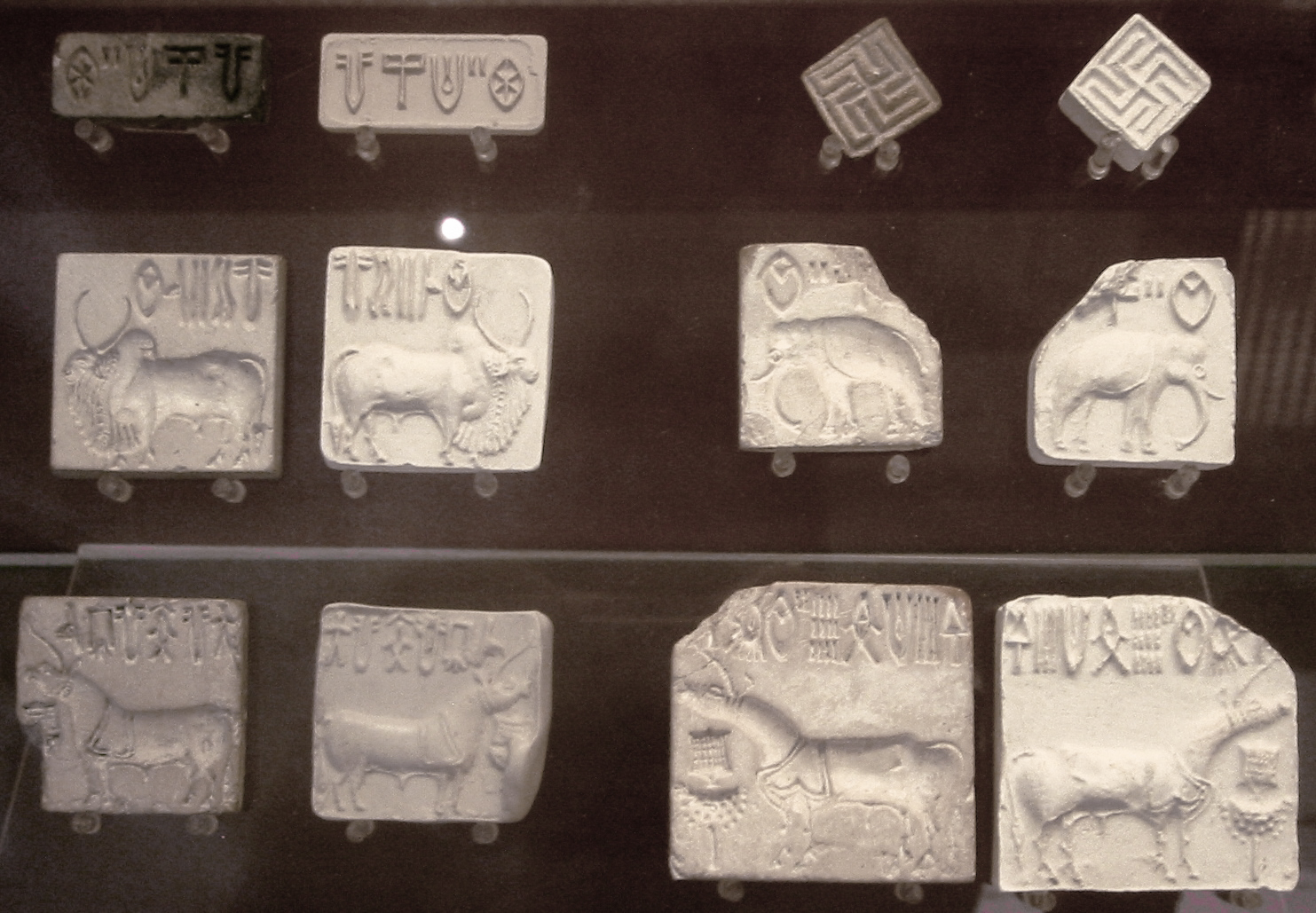
Collezione di sigilli.

Scrittura Vallinda o Harappa completa.

Il termine scrittura dell'Indo (altrimenti detta scrittura Harappa) si riferisce a brevi sequenze di simboli connessi con la civiltà della valle dell'Indo, in uso durante il periodo Harappa maturo, tra il XXVI ed il XX secolo a.C. Non è generalmente accettato che questi simboli rappresentassero una scrittura utilizzata per registrare la lingua, e l'argomento rimane controverso. Nonostante i molti tentativi di decifrazione e le dichiarazioni, essa rimane ancora indecifrata e nessuna lingua di base è stata identificata. Non è nota alcun'iscrizione bilingue.
La prima pubblicazione del sigillo Harappa risale al 1873, in un disegno di Alexander Cunningham. Da allora, sono stati scoperti oltre 4.000 oggetti del genere, alcuni lontani come in Mesopotamia. Nei primi anni settanta, Iravatham Mahadevan ha pubblicato un corpus sulle scritture dell'Indo comprendente circa 3.700 timbri e circa 417 segni distinti in modelli specifici. L'iscrizione contiene in media cinque segni, e la scritta più lunga è lunga solo 17 segni. Egli ha anche stabilito la direzione della scrittura come da destra a sinistra.
Alcuni dei primi studiosi, contemporanei di Cunningham (1877), pensano che si tratti dell'antenata della famiglia di scritture Brahmi. L'idea di Cunningham fu supportata da G.R. Hunter, F. Raymond Allchin ed altri studiosi minori, che continuarono a ritenere la scrittura dell'Indo come genitrice della famiglia di scritture Brahmi. Comunque, altri studiosi (compresi Asko Parpola ed Iravatham Mahadevan) non si dichiararono d'accordo, sostenendo che lingue Brahmi derivassero dalla scrittura aramaica.

## Corpus
I primi esempi del sistema di simboli si trovano nel contesto del primo periodo Harappa, datato al più presto intorno al XXXIII secolo a.C., secondo un servizio della BBC del 1999. Del periodo Harappa maturo, da circa il 2600 a.C., esistono numerose stringhe di caratteri in scrittura dell'Indo, in fogge piatte, rettangolari, timbri, ma si trovano anche su almeno una dozzina di altri materiali, tra cui oggetti, tavolette in miniatura, lastre di rame e ceramiche.

### Tardo periodo Harappa
Dopo il 1900 a.C., l'uso sistematico dei simboli si concluse, nella fase finale della civiltà Harappa matura. Pochi segni Harappa sono stati rivendicati ad apparire fino al più tardi intorno al 1100 a.C. (l'inizio dell'era del ferro indiana). Esplorazioni vicino Bet Dwarka nelle stato indiano del Gujarat hanno rivelato la presenza ritardata di scritture dell'Indo raffigurante un animale con tre teste, vaso di terra cotta con iscrizioni in quello che è affermato essere una scrittura tardo Harappa, e una grande quantità di vasellame simili a ciotole rosse e piatti rossi Ware, piatti con supporto, vasi forati e ciotole incurvate, che sono databili al XVI secolo a.C. a Dwarka, Rangpur e Prabhas. La prova in termoluminescenza per la ceramica a Bet Dvârakâ ha indicato la costruzione intorno al 1528 a.C. Questa prova è stata utilizzata per sostenere che la scrittura tardo Harappa è stata utilizzata fino a circa il 1500 a.C. Altri scavi in India a Vaiśālī, Bihar e Mayiladuthurai, Tamil Nadu hanno portato al ritrovamento di simboli di scrittura dell'Indo in uso ancora nel 1100 a.C.
Nel maggio 2007, il Dipartimento archeologico Tamil Nadu ha trovato vasi con simboli freccia a testa durante uno scavo a Melaperumpallam vicino Poompuhar. Questi simboli, secondo quanto affermato, avevano una sorprendente somiglianza coi sigilli rinvenuti nel Mohenjo-daro negli anni 1920.
In una presunta "decifrazione" dello script, l'archeologo indiano S. R. Rao ha sostenuto che la fase tardiva della scrittura dell'Indo rappresentava l'inizio dell'alfabeto. Egli rilevò una serie di sorprendenti analogie nella forma e nella successione fra il tardo Harappa e le lettere dell'alfabeto fenicio, sostenendo che la scrittura fenicia si era evoluta dai simboli Harappa, sfidando la teoria classica che il primo alfabeto era stato il proto-sinaico.

## Caratteristiche

Iscrizione di dieci caratteri da Dholavira.

Il sistema di scrittura è in gran parte pittorico, ma include molti segni astratti. La scrittura è pensata per essere stata per lo più scritta da destra a sinistra, ma a volte segue uno bustrofedico. Il numero di segni principali è di circa 400-600, paragonabile al tipico segno di un logogramma. La visione scientifica prevalente sostiene che l'analisi strutturale indica che la lingua è agglutinante, come le lingue dravidiche.
Secondo un articolo di ricercatori che hanno fatto un'analisi completa della scrittura dell'Indo al Tata Institute of Fundamental Research e pubblicato sulla rivista coreana Scripta, è stato necessario un tempo e sforzo notevoli, intelletto, estetica, dettaglio di pianificazione e cura per progettare la scrittura dell'Indo.

## Questioni sulla decifrabilità
In un articolo del 2004, Farmer, Sproat, e Witzel presentarono una serie di argomenti a sostegno della loro tesi che la scrittura dell'Indo è non linguistica, fra le cui motivazioni spiccava l'estrema brevità delle iscrizioni, l'esistenza di troppi segni rari, aumentati nel periodo di 700 anni della civiltà Harappa matura, e la mancanza di casuali ripetizioni di segno tipica della rappresentazione delle lingue naturali parlate (sia a base sillabica che a base di lettera), come si è visto, per esempio, nel cartiglio in Egitto.
Asko Parpola, nel revisionare le tesi di Farmer, Sproat e Witzel, nel 2005, affermò che quanto da loro sostenuto "può essere facilmente contraddetto". Egli cita la presenza di un gran numero di segni rari nel cinese, e sottolinea che vi è "poca ragione per la ripetizione di un segno in brevi testi scritti con un primitivo alfabeto sillabico". Trattando nuovamente la questione in una conferenza del 2007, Parpola confutò dieci punti della teoria di Farmer, presentando dieci sue contro-argomentazioni. Egli affermò che "anche i sintagmi nominali brevi e frasi incomplete possono qualificarsi come scrittura completa se lo scritto utilizza il principio dei rebus e fonetizza alcuni dei suoi segni".
Uno studio computazionale condotto da un gruppo indo-americano diretto da Rajesh P. N. Rao dell'Università di Washington, costituito da Iravatham Mahadevan ed altri membri del Tata Institute of Fundamental Research e dell'Institute of Mathematical Sciences, venne pubblicato nell'aprile del 2009 sulla rivista Science. Essi conclusero che "data la prova preliminare di struttura sintattica della scrittura dell'Indo, i risultati aumentano la probabilità che lo scritto rappresenti una lingua". Farmer, Sproat e Witzel contestarono questo dato, sottolineando che "Rao non aveva effettivamente confrontato i segni della scrittura dell'Indo con 'sistemi non linguistici del mondo reale', ma piuttosto con 'due sistemi di puro artificio inventati dagli autori'&nnbsp;". In risposta, Rao sottolineò che i due sistemi artificiali "semplicemente rappresentano i controlli, necessari in qualsiasi indagine scientifica, per delineare i limiti di ciò che è possibile". Essi affermano che sistemi non linguistici del mondo reale erano stati infatti inclusi nella loro analisi ("DNA e sequenze proteiche, FORTRAN codice informatico"). Farmer comparò un sistema non linguistico (segni araldici medioevali) con alcuni lingue naturali usando il metodo Rao e concluse che il metodo non poteva distinguere i sistemi linguistici da quelli non linguistici. Rao chiarì che il loro metodo era un ragionamento induttivo e non deduttivo come presunto da Farmer, ed il loro risultato, unitamente altri attributi noti dello scritto, aumenta l'evidenza che la scrittura è linguistica, anche se non è provabile.
In uno studio successivo pubblicato su IEEE Computer, Rao presentò dei dati che rafforzano la loro originale entropia condizionale, che coinvolgeva analisi su coppie di simboli. Essi mostrano che la scrittura dell'Indo è simile ai sistemi linguistici in termini di blocchi entropici, coinvolgendo le sequenze fino a 6 simboli consecutivi.
Una discussione della questione linguistica rispetto a non linguistiche, da parte di Sproat, Rao ed altri è stata pubblicata sulla rivista Computational Linguistics nel dicembre 2010.

## Tentativi di decifrazione
Nel corso degli anni sono state proposte numerose decifrazioni, ma nessuna di esse è stata accettata dalla comunità scientifica. I seguenti fattori sono di solito considerati come i maggiori ostacoli per una decifrazione accettabile:
- La lingua di questa scrittura non è stata identificata anche se circa 300 provenienze linguistiche dal Rig Veda sono un buon punto di partenza per il confronto.[21][22]
- La lunghezza media di un'iscrizione è inferiore a 5 segni, mentre la più lunga ne contiene solo 17 (e un timbro di iscrizioni combinate raggiunge al massimo 27 segni).[23]
- Non sono mai stati trovati testi bilingue (come la stele di Rosetta).

Il tema è popolare tra i ricercatori dilettanti, e ci sono state diverse dichiarazioni di decifrazione (mutuamente escluse). Nessuna di queste proposte ha trovato riconoscimento accademico.

### Ipotesi dravidiana
Lo studioso russo Jurij Knorozov ipotizzò che i simboli rappresentino un logogramma e suggerì, sulla base di un'analisi al computer, un'agglutinante lingua dravidica come candidata più probabile per la lingua di base. Il suggerimento di Knorozov è stato preceduto dal lavoro di Henry Heras, che suggerì diverse letture dei segni sulla base di un presupposto proto-dravidico.
Lo studioso finlandese Asko Parpola ha guidato un gruppo di studi finlandese nel periodo fra gli anni 1960 e 1980 che gareggiarono col gruppo sovietico di Knorozov nell'indagare la scrittura utilizzando l'analisi al computer. Sulla base di un presupposto proto-dravidico, hanno proposto letture di molti segni, per alcuni dei quali concordando con le letture suggerite da Heras e Knorozov (come equiparare il segno "pesce" con la parola dravidica per il pesce "min"), ma in disaccordo su diverse altre letture. Una descrizione completa del lavoro di Parpola fino al 1994 è esposta nel suo libro Decifrare la scrittura dell'Indo. La scoperta, nel Tamil Nadu di una stele tardo neolitica (inizio II millennio a.C., cioè post-datazione del periodo di declino di Harappa), avrebbe portato alla determinazione che i segni dell'Indo potessero derivare da una radice dravidica. Tuttavia, la loro identificazione come segni dell'Indo è stata contestata.
Iravatham Mahadevan, che sostiene l'ipotesi dravidica, dice che "noi speriamo si possano provare che le radici proto-dravidiche della lingua Harappa e quelle delle lingue dravidiche del sud dell'India sono simili. Questa è una ipotesi [...] Ma non mi illudo che riuscirò a decifrare la scrittura dell'Indo, né ho alcun rimpianto".

### Ipotesi sanscritica
Shikaripura Ranganatha Rao dichiarò di aver decifrato la scrittura dell'Indo. Postulando l'uniformità della scrittura in tutta l'estensione della civiltà dell'Indo, la paragonò all'alfabeto fenicio, ed assegnò valori fonetici in base a questo confronto. I suoi risultati delle decifrazioni in "sanscrito", comprendevano i numeri aeka, tra, chatus, panta, happta/sapta, dasa, dvadasa, sata (1, 3, 4, 5, 7, 10, 12, 100).
Mentre gli studiosi tradizionalisti sono generalmente d'accordo con l'approccio di Rao al confronto, i dettagli della sua decifrazione non sono stati accettati, e la scrittura è ancora generalmente considerata indecifrata. John E. Mitchiner, dopo aver respinto alcuni tentativi più fantasiosi di decifrazione, ricorda che si tratta di "un tentativo fondato su solide basi, ma ancora fortemente soggettivo e poco convincente per discernere una base indoeuropea nella scrittura, come proposto da Rao".
In un'intervista del 2002 rilasciata a The Hindu, Rao affermò la sua fiducia nella decifrazione, dicendo che "recentemente abbiamo confermato che si tratta sicuramente di una lingua indoariana e l'abbiamo decifrata. Il prof. WW Grummond della Florida State University, ha scritto nel suo articolo che io la ho già decifrata".

## Codifica
Alla scrittura dell'Indo è stata assegnata la codifica ISO 15924 "Inds". Essa è stata proposta per la codifica Unicode Supplementary Multilingual Plane nel 1999; comunque, il Consorzio Unicode ha ancora la proposta in lista di attesa.